# Viktor Budjanskij
Viktor Igorevič Budjanskij (in russo Виктор Игоревич Будянский?; Vovčans'k, 12 gennaio 1984) è un ex calciatore russo, di ruolo centrocampista.

## Carriera

### Club

Budjanskij (in piedi, primo da destra) nella squadra Primavera della Juventus vincitrice del Torneo di Viareggio 2004

Cresce nelle giovanili della Juventus. Esordisce in Serie A con i bianconeri il 2 maggio 2004 nella partita contro il Perugia, finita con la sconfitta della Juventus per 1-0.
Nel mercato invernale della stagione 2004-2005 si trasferisce alla Reggina, con cui colleziona solo due presenze. Nel 2005-2006 è all'Avellino, in Serie B, dove registra 28 presenze e il suo primo gol da professionista.
Nella stagione 2006-2007 è ceduto in prestito all'Ascoli, in massima serie, dove è autore di buone partite. Nell'annata seguente passa all'Udinese, ma scende in campo in una sola occasione in campionato e a gennaio 2008 è ceduto in prestito al Lecce, in Serie B. Mette a segno la prima marcatura con i giallorossi il 26 aprile 2008 nella gara esterna contro il Ravenna, terminata con il risultato di 1-3 per il Lecce.
Dopo una breve parentesi estiva di rientro all'Udinese, nell'ultimo giorno di calciomercato si accasa nuovamente al Lecce questa volta in Serie A con la formula del prestito. In maglia giallorossa non trova spazio (solo quattro presenze), così a gennaio 2009 è ceduto in prestito alla squadra russa del Chimki ma già a luglio, causa un rendimento altalenante, fa ritorno in Friuli.
A giugno 2010 si svincola dall'Udinese, ostacolato da continui infortuni e registrando qualche apparizione solo nel campionato Primavera da fuoriquota.
Rientrato in patria, si ritira nel 2014 dopo l'esperienza con il FC Metallurg-Oskol, polisportiva semiprofessionistica con sede nella città di Stary Oskol.

### Nazionale
Ha esordito nella Nazionale maggiore russa il 2 giugno 2007 contro Andorra, in una gara valida per le Qualificazioni al campionato europeo di calcio 2008, entrando al 57' al posto di Jurij Žirkov.
Quattro giorni più tardi giocò la sua seconda e ultima partita in nazionale, sempre in un incontro valido per le qualificazioni agli europei, stavolta da titolare, ma venendo sostituito alla fine del primo tempo da Ivan Saenko.

## Statistiche

### Presenze e reti nei club
Statistiche aggiornate al 3 gennaio 2010.
| Stagione        | Squadra         | Campionato      | Campionato | Campionato | Coppe nazionali | Coppe nazionali | Coppe nazionali | Coppe continentali | Coppe continentali | Coppe continentali | Totale | Totale |
| Stagione        | Squadra         | Comp            | Pres       | Reti       | Comp            | Pres            | Reti            | Comp               | Pres               | Reti               | Pres   | Reti   |
| --------------- | --------------- | --------------- | ---------- | ---------- | --------------- | --------------- | --------------- | ------------------ | ------------------ | ------------------ | ------ | ------ |
| 2003-2004       | Juventus        | A               | 2          | 0          | CI              |                 |                 |                    |                    |                    |        |        |
| 2004-gen. 2005  | Juventus        | A               | 0          | 0          | CI              |                 |                 |                    |                    |                    |        |        |
| gen.-giu. 2005  | Reggina         | A               | 2          | 0          | CI              |                 |                 |                    |                    |                    |        |        |
| 2005-2006       | Avellino        | B               | 28         | 1          | CI              |                 |                 |                    |                    |                    |        |        |
| 2006-2007       | Ascoli          | A               | 31         | 3          | CI              |                 |                 |                    |                    |                    |        |        |
| 2007-gen. 2008  | Udinese         | A               | 1          | 0          | CI              | 2               | 0               |                    |                    |                    | 3      | 0      |
| gen.-giu. 2008  | Lecce           | B               | 14         | 1          | CI              |                 |                 |                    |                    |                    |        |        |
| 2008-gen. 2009  | Lecce           | A               | 4          | 0          | CI              |                 |                 |                    |                    |                    |        |        |
| gen.-giu. 2009  | Chimki          | PL              | 9          | 0          | -               | -               | -               | -                  | -                  | -                  | 9      | 0      |
| gen.-giu. 2010  | Udinese         | A               | 0          | 0          | CI              |                 |                 |                    |                    |                    |        |        |
| Totale carriera | Totale carriera | Totale carriera | 87         | 5          | -               |                 |                 | -                  |                    |                    | 90+    | 5+     |

### Cronologia presenze e reti in nazionale
| Cronologia completa delle presenze e delle reti in nazionale ― Russia | Cronologia completa delle presenze e delle reti in nazionale ― Russia | Cronologia completa delle presenze e delle reti in nazionale ― Russia | Cronologia completa delle presenze e delle reti in nazionale ― Russia | Cronologia completa delle presenze e delle reti in nazionale ― Russia | Cronologia completa delle presenze e delle reti in nazionale ― Russia | Cronologia completa delle presenze e delle reti in nazionale ― Russia | Cronologia completa delle presenze e delle reti in nazionale ― Russia |
| Data                                                                  | Città                                                                 | In casa                                                               | Risultato                                                             | Ospiti                                                                | Competizione                                                          | Reti                                                                  | Note                                                                  |
| --------------------------------------------------------------------- | --------------------------------------------------------------------- | --------------------------------------------------------------------- | --------------------------------------------------------------------- | --------------------------------------------------------------------- | --------------------------------------------------------------------- | --------------------------------------------------------------------- | --------------------------------------------------------------------- |
| 2-6-2007                                                              | San Pietroburgo                                                       | Russia                                                                | 4 – 0                                                                 | Andorra                                                               | Qual. Euro 2008                                                       | -                                                                     | 57’                                                                   |
| 6-6-2007                                                              | Zagabria                                                              | Croazia                                                               | 0 – 0                                                                 | Russia                                                                | Qual. Euro 2008                                                       | -                                                                     | 46’                                                                   |
| Totale                                                                |                                                                       | Presenze                                                              | 2                                                                     |                                                                       | Reti                                                                  | 0                                                                     |                                                                       |

## Palmarès

### Club

#### Competizioni giovanili
- Torneo di Viareggio: 2

Juventus: 2003, 2004
- Coppa Italia Primavera: 1

Juventus: 2003-2004